# Air Seoul
 (octobre 2019).
(ko) 에어서울
Air Seoul est une compagnie aérienne à bas prix sud-coréen et une filiale d'Asiana Airlines. La compagnie est basée à l'aéroport international d'Incheon à Séoul, à partir de laquelle elle assure des vols vers des destinations internationales. Elle a lancé ses opérations le 11 juillet 2016.

## Histoire
Depuis le début de 2014, Asiana Airlines envisage de lancer une seconde compagnie à bas prix en plus d'Air Busan. Ce projet connaît à son départ des difficultés en raison de l'accident du vol 214 d'Asiana Airlines en juillet 2013. Les objectifs d'Air Seoul sont de concurrencer les autres compagnies low-cost sud-coréennes et d'améliorer les performances d'Asiana sur certains marchés, tels que les villes secondaires japonaises,. Asiana ne détient qu'une participation minoritaire de 46% dans Air Busan, alors qu'elle détient une participation majoritaire dans Air Seoul.

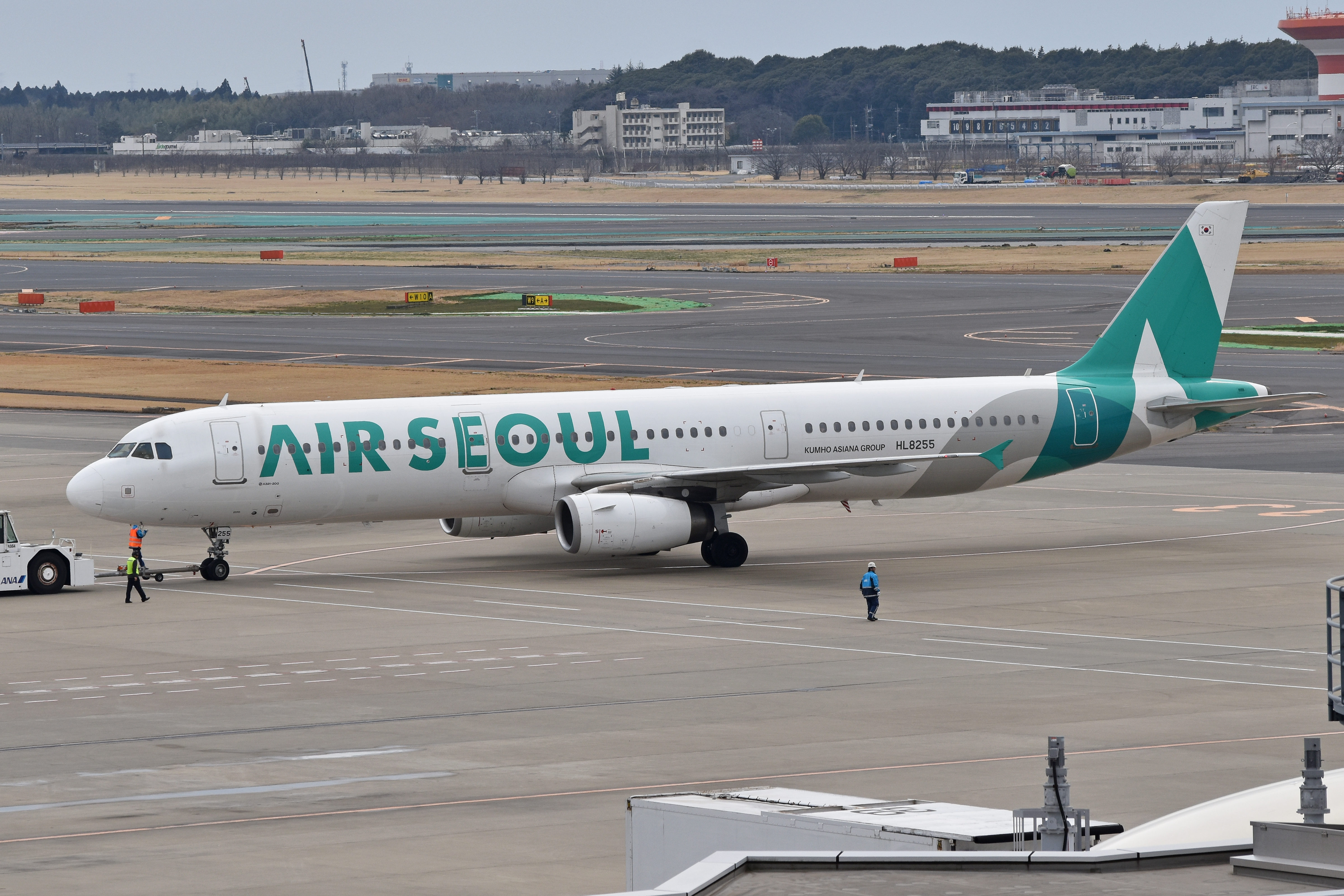
Airbus A321 d'Air Seoul

La compagnie aérienne est créée le 7 avril 2015. En juin 2016, Air Seoul assure des vols d'essai en Corée du Sud. Le 5 juillet 2016, le ministère des Terres, des Infrastructures et des Transports annonce délivrer le certificat d'exploitant aérien à Air Seoul. Les vols entre Séoul-Gimpo et Jeju commencent le 11 juillet,. La compagnie aérienne lance ses vols vers le Japon en octobre 2016, ses premières routes internationales  et est depuis devenue une compagnie aérienne purement internationale.

En 2018, la compagnie a transporté 1,7 million de passagers en 2018, en hausse de 109% par rapport à 2017. 

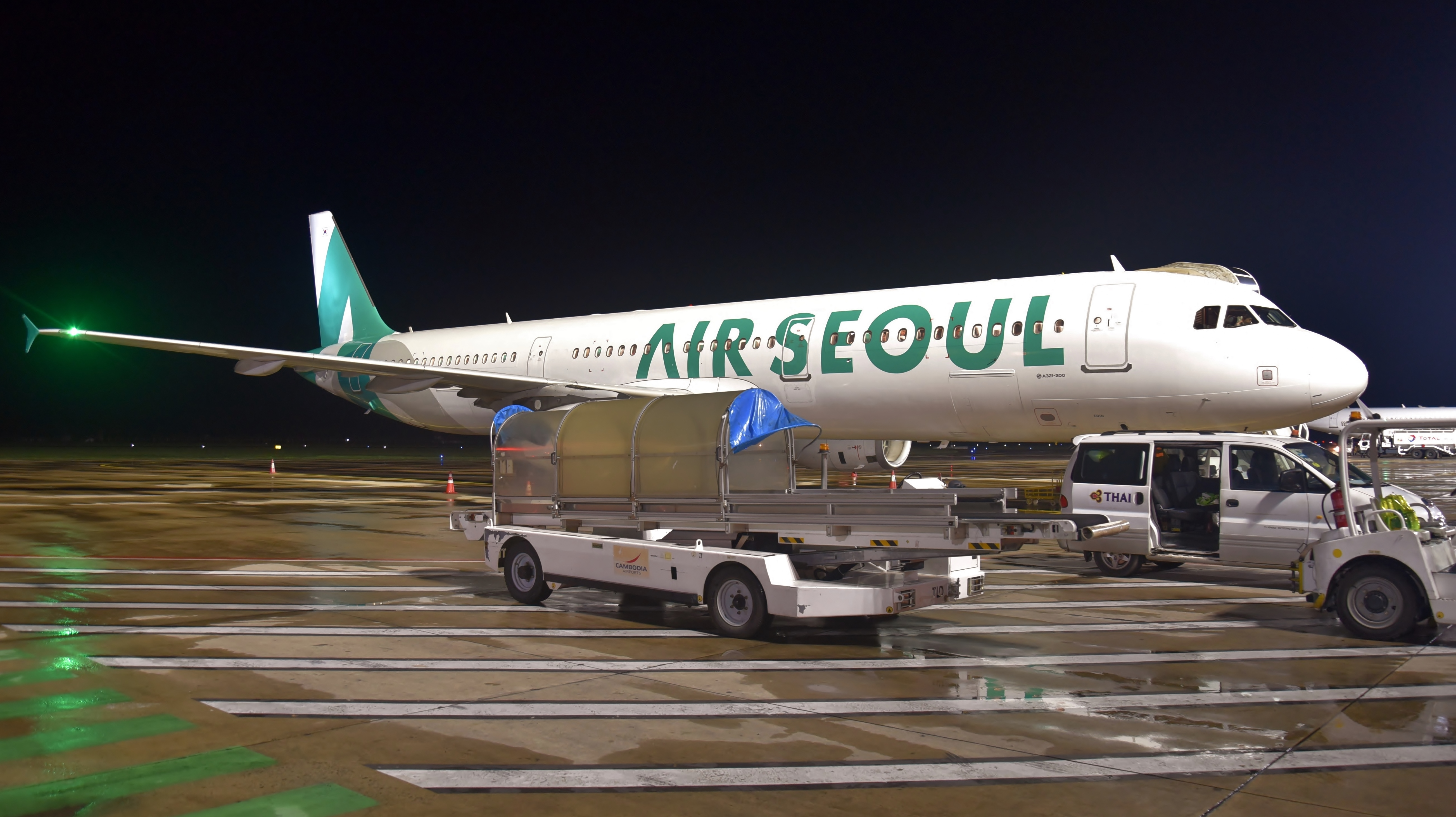
Airbus A321 d'Air Seoul à Siem Reap (Cambodge).

## Destinations
En mars 2020, Air Seoul desservait 20 destinations dans 10 pays et territoires.

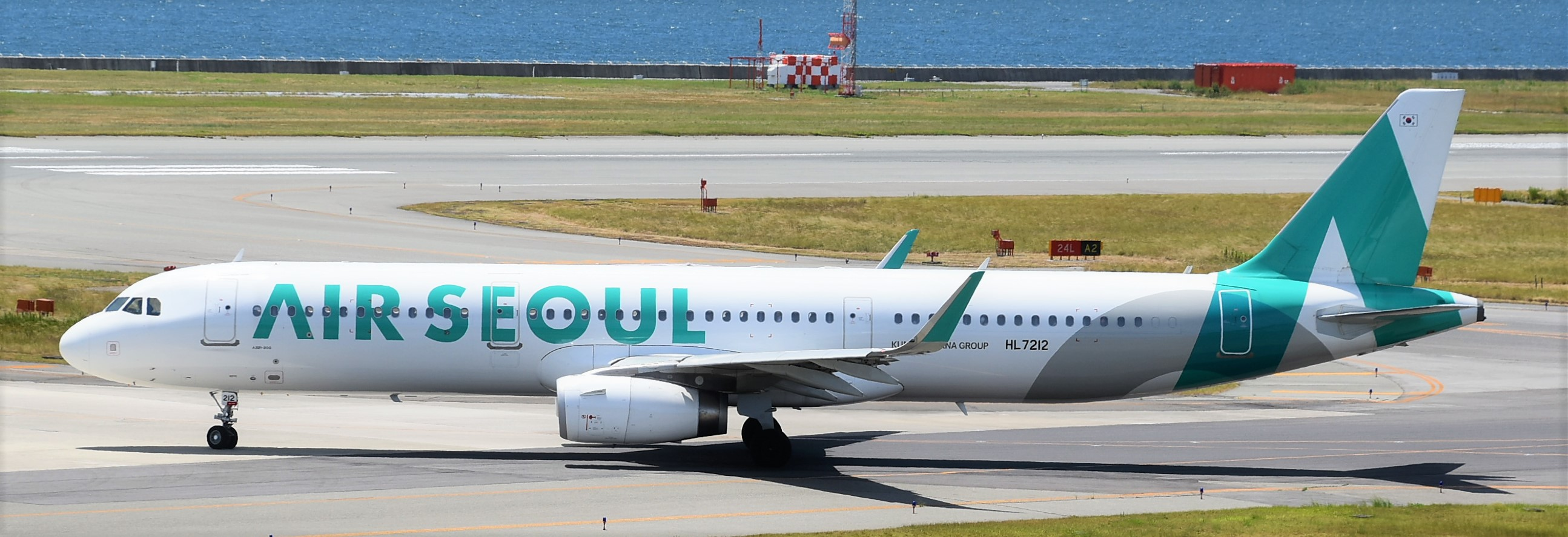
A321-200

## Flotte

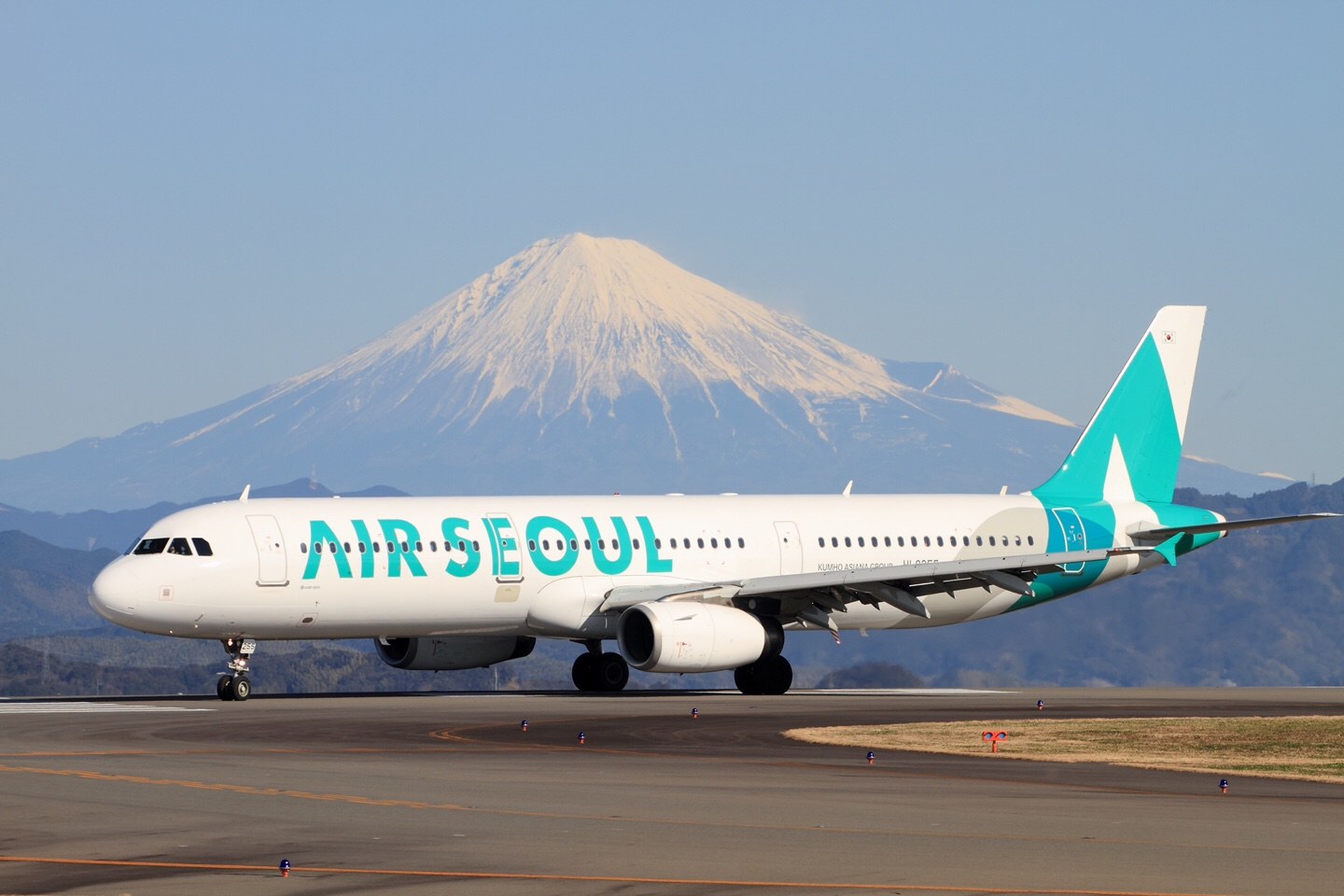
Air Seoul A321-231 (HL8255) taxi à l'aéroport de Shizuoka

En mars 2020, Air Seoul possédait les avions suivants